# Marw al-Rudh
Merv, Merw o Marw al-Rudh (persa: مرورود o مروروذ, Marw-Rudh; àrab: مَرْو الرُّوذ, Marw ar-Rūḏ, ‘Marw del Riu’) també Petita Merv (persa: مرو کوچک, Marw-i Küčik; àrab: مرو الصغرى, Marw aṣ-Ṣuḡrà) fou una antiga ciutat a la riba del Murghab, al Gran Khorasan, al lloc on el riu abandona les muntanyes del Gharčistan (Ghardjistan) i entren a l'estepa, pròximes a l'actual població de Bala Murghab a l'Afganistan, capital del districte de Murghab i de la província de Badghis a l'Afganistan. Existia abans de l'islam amb el nom de Mavirot (en armeni Mrot) i hauria estat fundada per Bahram V (420–438). El 553 s'hi esmenta un bisbe nestorià. El 652 el governador sassànida local, Badham, es va convertir en vassall dels àrabs. Vers el 776 (govern de Humayd ibn Kutayba al-Tai (768-776) i Abu Awn Abd al-Malik ibn Yazid (776-777) Talakan i Guzgan estaven en mans del rebel kharigita Yusuf al-Barm al-Thakafi. Al segle X la regió era considerada pròspera i hi havia una gran mesquita i un mercat cobert. Segons al-Mukaddasi al seu temps (vers 980) encara depenia de la dinastia local dels shirs de Gharčistan, que hauria dominat la regió fins a la desaparició de la dinastia al primer quart del segle xiv. La dinastia fou vassalla dels seljúcides i Malik Shah I va fortificar la ciutat propera de Pandj-dih i Sandjar va construir les muralles de la ciutat. Els gúrides (Ghiyath al-Din Muhammad) van disputar la influència al Ghardjistan amb els xas de Coràsmia (Sultan Shah); el 1220 va caure en mans dels mongols però no consta que fos destruïda com moltes altres ciutats, si bé la raó per la qual es va escapar a la destrucció és desconeguda. S'esmenten reis del Ghardjistan fins al 1315, i la ciutat apareix abandonada i en ruïnes al final del segle.